# Újsopot község
Újsopot község (románul: Comuna Șopotu Nou) község Krassó-Szörény megyében, Romániában. Központja Újsopot, beosztott falvai Dristye, Kersia Rosie, Poienile Boinei, Rakittapuszta, Ravenszka, Rosievölgy, Rakittavölgy, Sztancsilovapuszta, Urku.

## Népessége
A 2011-es népszámlálás adatai alapján a község népessége 1157 fő volt.